# Franz Zwilgmeyer
Louis Adolf Franz Zwilgmeyer (* 8. Juli 1901 in Braunschweig; † 25. Mai 1995 ebenda) war ein deutscher Jurist und Soziologe.

## Leben
Franz Zwilgmeyer entstammte einer bedeutenden, weitverzweigten, aus Hötensleben bei Schöningen stammenden Kaufmannsfamilie, welche seit dem Jahre 1730 in der Langen Straße 61 in Braunschweig ansässig war, Leinenweberei und Handel betrieb und Ende des 19. Jahrhunderts vom Architekten Ludwig Winter, welcher mit Franziska Zwilgmeyer (1856–1932) verheiratet war, genealogisch erforscht wurde. Nach dem Besuch des Gymnasiums, an welchem er sich im Jahre 1918 als sechzehnjähriger Schüler auf eine Diskussion mit dem späteren ersten Bundespräsidenten Theodor Heuss einließ, absolvierte er das Studium der Rechts- und Staatswissenschaften sowie der Philosophie und der Soziologie in Tübingen, Berlin, Jena, Braunschweig und Leipzig, wo er mit der Note summa cum laude zum Dr. jur. promoviert wurde.
Anschließend trat Zwilgmeyer in den Staatsdienst ein. Als Gerichtsassessor am Oberlandesgericht Braunschweig wurde er im Jahre 1933 von den Nationalsozialisten zusammen mit anderen, nicht partei- und ideologiekonformen Kollegen entlassen, um Platz für linientreue NS-Juristen zu schaffen. Zwilgmeyer war daraufhin während der Zeit des Nationalsozialismus als Rechtsanwalt und Notar in Braunschweig tätig. Ende des Zweiten Weltkrieges zog er als Jurist und deutscher Gefangener im englischen Camp einen Kulturkreis auf, der die Engländer bewog, ihn vorzeitig aus der Gefangenschaft zu entlassen, um ihn bei der britischen Militärregierung als Rechtsberater einzusetzen.
Im Jahre 1948 wurde Zwilgmeyer auf den Lehrstuhl für Soziologie an der Technischen Universität in Braunschweig berufen, um diesen nach dem Krieg wiederzubeleben. Außerdem arbeitete er ab 1948 als Dozent, ab 1955 als Professor für Soziologie an der Adolf-Reichwein-Hochschule Celle (der späteren Pädagogischen Hochschule Niedersachsen in Osnabrück), 1968 wurde er emeritiert. Seine überwiegenden Arbeitsgebiete waren kultursoziologische Fragestellungen in Bezug auf Erziehung, Recht, Sprache, Kunst und historischen Persönlichkeitstypen. In seine Arbeiten bezog er Ergebnisse der Symbol- und Mythenforschung, der Kunstgeschichte, Philosophie und der Tiefenpsychologie mit ein. In seinem Werk Kulturbereiche und Bewußtseinsstufen (1992), hat Zwilgmeyer auch ausführlich das Ornament in Braunschweigischem Fachwerk behandelt, es auf die Archetypen von Lebensbaum und Lebenswasser zurückgeführt und deren Entwicklung bis zur völligen Sinnentleerung im 17. Jahrhundert dargestellt.
Zwilgmeyer war im Besitz zweier Familienporträts, welche von Johann Heinrich Tischbein dem Älteren (1722–1789) gemalt wurden.

## Ehrungen
- Verleihung der Ehrenmitgliedschaft der Sektion für Kultursoziologie der Deutschen Soziologischen Gesellschaft[1]

## Werke (Auswahl)
- Die Rechtslehre Savignys. Leipzig 1929 (Dissertation), 1970 neu aufgelegt.[2]
- Stufen des Ich. Bewußtseinsentwicklung der Menschheit in Gesellschaft und Kultur. 1981.
- Kulturbereiche und Bewußtseinsstufen. 1992.